# حال همه خوب است (فیلم ۲۰۰۹)
حال همه خوب است (به انگلیسی: Everybody's Fine) فیلمی در ژانر کمدی/درام به کارگردانی کرک جونز با بازی رابرت دنیرو، درو باریمور و کیت بکینسیل محصول سال ۲۰۰۹ است.

## خلاصه داستان
فرانک گودی، بازنشسته‌ای که به تازگی همسرش را از دست داده، قبلاً در تولید کابل‌های تلفن کار می‌کرد. او در حال آماده‌شدن برای دیدار فرزندانش است که در آخرین لحظه همگی به او اطلاع می‌دهند نمی‌توانند به دیدنش بیایند. بنابراین او تصمیم می‌گیرد به جای آن، خودش به دیدارشان برود.
با وجود هشدارهای پزشکش، فرانک سوار قطار نیویورک می‌شود تا اولین فرزندش دیوید، هنرمند، را ببیند. اما او در خانه نیست. بعد به شیکاگو نزد دخترش اِیمی می‌رود که در خانه‌ای مجلل در حومه شهر زندگی می‌کند. فضای ملاقات ناخوشایند است و اِیمی به او می‌گوید زمان مناسبی برای دیدار نیست. بنابراین صبح روز بعد، اِیمی فرانک را به ایستگاه قطار می‌برد تا به دنور نزد پسرش رابرت برود.
درحالی که فرانک از خانه هر یک از فرزندانش دیدن می‌کند، فیلم به مکالمات تلفنی بین خواهر و برادرها (از طریق همان کابل‌هایی که او ساخته) می‌پرد، با وجود اصرار فرانک بر اینکه هر دیدار باید غافلگیرکننده باشد. می‌شنویم که دیوید در مکزیک با مشکلی مواجه شده و اِیمی قصد دارد برای پیگیری به آنجا برود؛ آنها توافق می‌کنند تا زمانی که از جزئیات مطمئن نیستند، خبرهای بد را به پدرشان نگویند.